# 豊西郡
豊西郡（プンソぐん）は朝鮮民主主義人民共和国両江道に属する郡。

## 地理
蓋馬高原中にあり、郡域内を虚川江の支流であるヌンクィ江（熊耳江）が北東に向かって流れる。
東南に金亨権郡、東北に甲山郡、北に三水郡と隣接する。西は咸鏡南道赴戦郡である。

## 行政区画
1邑・3労働者区・17里を管轄する。
| - 豊西邑（プンソウプ） - 西倉労働者区（ソチャンノドンジャグ） - 薬水労働者区（ヤクスロドンジャグ） - 合浦労働者区（ハッポロドンジャグ） - 館興里（クァヌンニ） - 貴福里（クィボンニ） - 内浦里（ネポリ） - 櫓興里（ロフンニ） - 龍門里（リョンムンニ） - 林西里（リムソリ） - 舞下里（ムハリ） | - 文藻里（ムンジョリ） - 上里（サンニ） - 石隅里（ソグリ） - 俗新里（ソクシンニ） - 新徳里（シンドンニ） - 新明里（シンミョンニ） - 新昌里（シンチャンニ） - 隅浦里（ウポリ） - 楡上下里（ユサンハリ） - 会隠里（フェウンニ） |

## 歴史
植民地期は咸鏡南道豊山郡の一部で、1952年の行政区画再編によって新設された。

### 年表
この節の出典
- 1952年12月 - 郡面里統廃合により、咸鏡南道豊山郡熊耳面および豊山面の一部、甲山郡山南面の一部地域をもって、豊西郡を設置。豊西郡に以下の邑・里が成立。(1邑20里)
  - 豊西邑・館興里・石隅里・俗新里・龍門里・林西里・西倉里・文藻里・櫓興里・青西里・薬水里・新徳里・内浦里・貴福里・新明里・舞下里・新昌里・楡上下里・会隠里・上里・隅浦里
- 1953年 - 貴福里の一部が新昌里に編入。(1邑20里)
- 1954年10月 - 行政区画の見直しにより、両江道豊西郡となる。(1邑20里)
  - 館興里の一部が豊西邑に編入。
- 1961年 - 薬水里が薬水労働者区に昇格。(1邑1労働者区19里)
- 1981年 - 西倉里が西倉労働者区に昇格。(1邑2労働者区18里)
- 1986年 (1邑3労働者区17里)
  - 青西里の一部が分立し、合浦労働者区が発足。
  - 青西里の残部が櫓興里に編入。